# Kanton La Rochefoucauld
Kanton La Rochefoucauld (fr. Canton de La Rochefoucauld) je francouzský kanton v departementu Charente v regionu Poitou-Charentes. Skládá se ze 16 obcí.

## Obce kantonu
- Agris
- Brie
- Bunzac
- Chazelles
- Coulgens
- Jauldes
- Marillac-le-Franc
- Pranzac
- Rancogne
- Rivières
- La Rochette
- Taponnat-Fleurignac
- Vilhonneur
- La Rochefoucauld
- Saint-Projet-Saint-Constant
- Yvrac-et-Malleyrand